# Cá trác đuôi ngắn
Cá trác đuôi ngắn, tên khoa học Priacanthus macracanthus, là một loài cá trong họ Priacanthidae.